# فرانك ر. ستوكتون
فرانك ر. ستوكتون (بالإنجليزية: Frank R. Stockton)‏ هو كاتب خيال علمي وكاتب وصحفي وكاتب للأطفال أمريكي، ولد في 5 أبريل 1834 في فيلادلفيا في الولايات المتحدة، وتوفي في 20 أبريل 1902 في The Woodlands (Philadelphia) ‏ في الولايات المتحدة.

## معرض صور

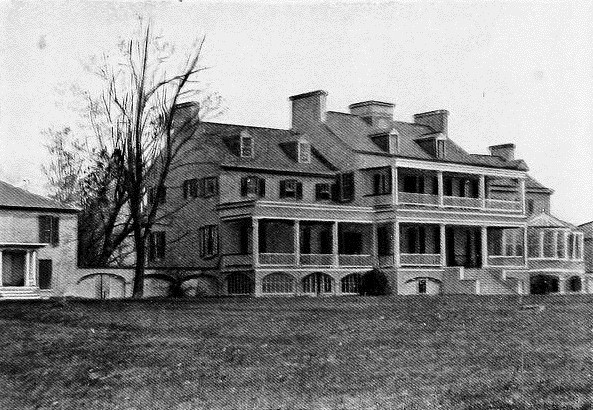
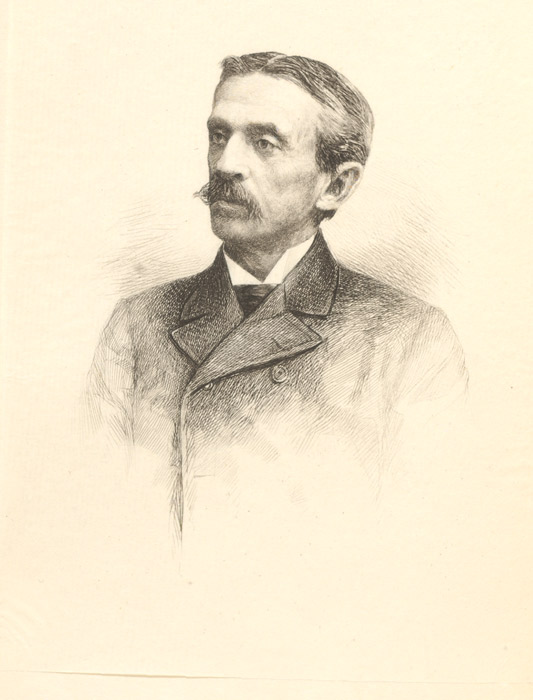
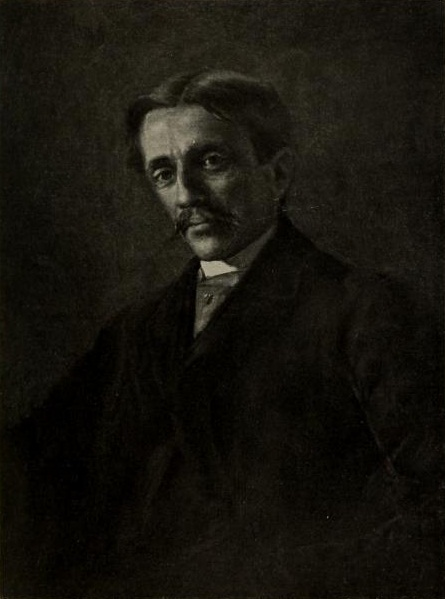
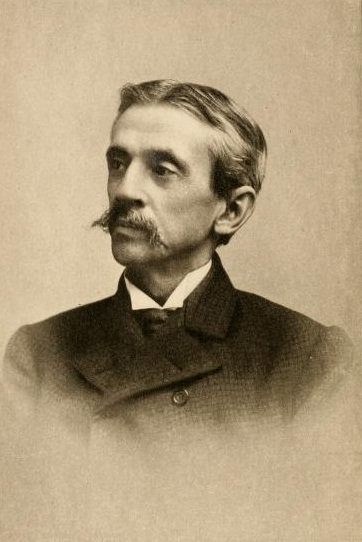

## وصلات خارجية
- فرانك ر. ستوكتون على موقع الموسوعة البريطانية (الإنجليزية)
- فرانك ر. ستوكتون على موقع قاعدة بيانات برودواي على الإنترنت (الإنجليزية)